# Phare de Vainupea
Le phare de Vainupea (en estonien : Vainupea tulepaak) est un phare situé sur la commune de Vihula dans le Comté de Viru-Ouest, en Estonie, sur le golfe de Finlande.
Il est géré par l'Administration maritime estonienne ,.

## Description
Le phare  est une tour métallique carrée à claire-voie de 20 mètres de haut, avec galerie et lanterne. Il porte un marquage de jour en blanc. Il émet, à une hauteur focale de 24 mètres, un éclat blanc toutes les 6 secondes. Sa portée nominale est de milles nautiques (environ  km).
Il se trouve sur un promontoire à environ 15 km au nord-ouest de Kunda.
Identifiant : ARLHS : EST-... ; EVA-075 - Amirauté : C-3874 - NGA : 12924 .

## Caractéristique duFeu maritime
Fréquence : 6 secondes (W)
- Lumière : 1 seconde
- Obscurité : 5 secondes

|                   |
| Golfe de Finlande |

### Lien connexe
- Liste des phares d'Estonie